# Warneckea masoalae
Warneckea masoalae är en tvåhjärtbladig växtart som beskrevs av R.D. Stone. Warneckea masoalae ingår i släktet Warneckea och familjen Melastomataceae. Inga underarter finns listade i Catalogue of Life.